# جوسه فرودگاه
 جوسه فرودگاه (انگلیسی: José Higueras؛ زاده ۲۸ فوریهٔ ۱۹۵۳) یک تنیس‌باز اهل اسپانیا است.